# Red Cloud, Nebraska
Red Cloud är administrativ huvudort i Webster County i den amerikanska delstaten Nebraska med en yta av 2,6 km² och en folkmängd som uppgår till 1 020 invånare (2010).
En av ortens grundare var Silas Garber som senare valdes till guvernör i Nebraska. Sitt namn fick orten efter indianhövdingen Röda molnet. Under 1880- och 1890-talen var Red Cloud en livlig stationsort då huvudlinjen av Burlington & Missouri River Railroad gick genom orten. Populistpartiet var starkt i Red Cloud på den tiden och partiets kandidat William A. McKeighan från orten blev invald i representanthuset. The Nation var en populistisk tidning som utkom i Red Cloud. Författaren Willa Cather använde Red Cloud som modell för sina fiktiva orter Black Hawk, Hanover, Moonstone, Frankfort, Haverford och Sweet Water. IT-pionjären William C. Norris var uppvuxen i Red Cloud.